# Уильямс, Лоренцо
Лоренцо Уильямс (англ. Lorenzo Williams; род. 8 ноября 1984, Киллин, штат Техас, США) — американский профессиональный баскетболист, играющий на позиции разыгрывающего защитника.

## Карьера
Уильямс является выпускником университета Райса, где 4 года студенческой карьеры выступал за команду «Райс Оулс».
В январе 2008 года Уильямс подписал свой первый первый профессиональный контракт с немецким «Вайсенхорн Янгстарз» в Региональной лиге. Через несколько недель Лоренцо перешёл в «Косметикс». С этим клубом он стал чемпионом Словакии, а в следующем сезоне его команда уступила в решающей пятой игре финальной серии против «Нитры».
В сезоне 2009/2010 Уильямс вернулся в Германию и стал игроком «Гисен Фотисиксерс».
В 2010 году Уильямс переехал в Венгрию, где играл за ЗТЕ. В его составе провёл 19 игр, набирая 15,6 очка, 3,3 подбора и 7,3 передачи. В феврале 2011 года Лоренцо покинул клуб и перешёл в украинский «Химик».
С 2011 по 2013 годы Уильямс выступал за венгерский «Атомерёмю».
Сезон 2018/2019 Уильямс провёл в составе «Нептунаса». В 40 матчах чемпионата Литвы Лоренцо в среднем набирал 8,7 очка, 1,9 подбора, 4,2 передач и 1,2 перехвата. В 15 играх Лиги чемпионов ФИБА его показатели составили 7,2 очка, 1,6 подбора и 4,9 передач.
В сентябре 2019 года Уильямс подписал контракт с «Пармой». В 17 матчах Единой лиги ВТБ Лоренцо набирал 8,2 очка, 1,9 подбора и 4,4 передачи.
В августе 2020 года Уильямс продлил контракт с «Пармой». В 20 матчах Единой лиги ВТБ статистика Лоренцо составила 7,0 очка, 3,5 передачи и 1,6 подбора.

## Достижения
- Чемпион Латвии: 2013/2014
- Чемпион Словакии: 2008/2009
- Серебряный призёр чемпионата Словакии: 2009/2010